# Pseudocyclammina
Pseudocyclammina es un género de foraminífero bentónico de la subfamilia Amijellinae, de la familia Hauraniidae, de la superfamilia Pfenderinoidea, del suborden Orbitolinina y del orden Loftusiida. Su especie tipo es Cyclammina lituus. Su rango cronoestratigráfico abarca desde el Domeriense (Jurásico inferior) hasta el Coniaciense (Cretácico superior).

## Discusión
Clasificaciones previas incluían Pseudocyclammina en la subfamilia Choffatellinae de la familia (Cyclamminidae de la superfamilia Loftusioidea , así como en el suborden Textulariina del orden Textulariida o en el orden Lituolida.

## Clasificación
Pseudocyclammina incluye a las siguientes especies:
- Pseudocyclammina betica †
- Pseudocyclammina bukowiensis †
- Pseudocyclammina compressa †
- Pseudocyclammina cylindrica †
- Pseudocyclammina grandis †
- Pseudocyclammina hammadensis †
- Pseudocyclammina hedbergi †
- Pseudocyclammina jaccardi †
- Pseudocyclammina kelleri †
- Pseudocyclammina liasica †
- Pseudocyclammina lituus †
- Pseudocyclammina lobata †
- Pseudocyclammina macra †
- Pseudocyclammina massiliensis †
- Pseudocyclammina perplexa †
- Pseudocyclammina powersi †
- Pseudocyclammina rogalai †
- Pseudocyclammina sequana †
- Pseudocyclammina simplex †
- Pseudocyclammina smouti †
- Pseudocyclammina sphaeroidea †
- Pseudocyclammina sulaiyana †
- Pseudocyclammina taurica †
- Pseudocyclammina vasconica †
- Pseudocyclammina virguliana †

En Pseudocyclammina se ha considerado el siguiente subgénero:
- Pseudocyclammina (Streptocyclammina), aceptado como género Streptocyclammina